# Ex-Hacienda de Guadalupe, Michoacán de Ocampo
Ex-Hacienda de Guadalupe är en ort i Mexiko.   Den ligger i kommunen Tarímbaro och delstaten Michoacán de Ocampo, i den södra delen av landet, 220 km väster om huvudstaden Mexico City. Ex-Hacienda de Guadalupe ligger 1 914 meter över havet och antalet invånare är 1 146.
Terrängen runt Ex-Hacienda de Guadalupe är kuperad åt nordväst, men åt sydost är den platt. Runt Ex-Hacienda de Guadalupe är det tätbefolkat, med 411 invånare per kvadratkilometer. Närmaste större samhälle är Morelia, 9,8 km söder om Ex-Hacienda de Guadalupe. I omgivningarna runt Ex-Hacienda de Guadalupe växer huvudsakligen savannskog.